# Čertovka
Čertovka je strouha či krátký vltavský kanál, který se nachází v Praze na Malé Straně a odděluje ostrov nazývaný Kampa od zbytku Malé Strany. Napájena je několik set metrů dlouhou štolou, která přivádí vodu z horní části Smíchovského zdymadla nad mostem Legií. Čertovka po 740 metrech za Karlovým mostem opět vtéká do Vltavy. Byla upravena ve středověku malostranskými johanity pro regulaci průtoku vody pro mlýny, které se do současnosti dochovaly v počtu tří. Zachováno zůstalo i dřevěné kolo u Velkopřevorského mlýna a řada mostků přes Čertovku. Pro charakter Čertovky vedoucí mezi městskými domy se tomuto území přezdívá také Pražské Benátky. Vodní tok v těchto místech totiž těsně navazuje na městskou zástavbu a vytváří tak romantické městské prostředí podobné italským Benátkám.

## Jméno
V minulosti bývalo toto vltavské rameno nazýváno Strouha, někdy Strouha malá či Malostranská, podle majitelů okolních nemovitostí se nalézají v pramenech i názvy strouha Venclíkovská, Štěpánovská či Rožmberská (k roku 1585 dle majitele okolních pozemků Viléma z Rožmberka). Dnešní pojmenování Čertovka zřejmě pochází až z 19. století a je pravděpodobně odvozené od názvu domu „U Sedmi čertů“. Existuje ale i vysvětlení, že vznik jména souvisí s pověstí o ďábelské ženě, která bydlela v blízkosti Čertovky na Maltézském náměstí. Ovšem lze ho snad vztáhnout i k slovanskému kmeni čerčír, což znamená meze, hranice, pak by ovšem byl název ještě starší a souhlasil by s faktem, že rameno tvořilo hranici malostranskou a staroměstskou.

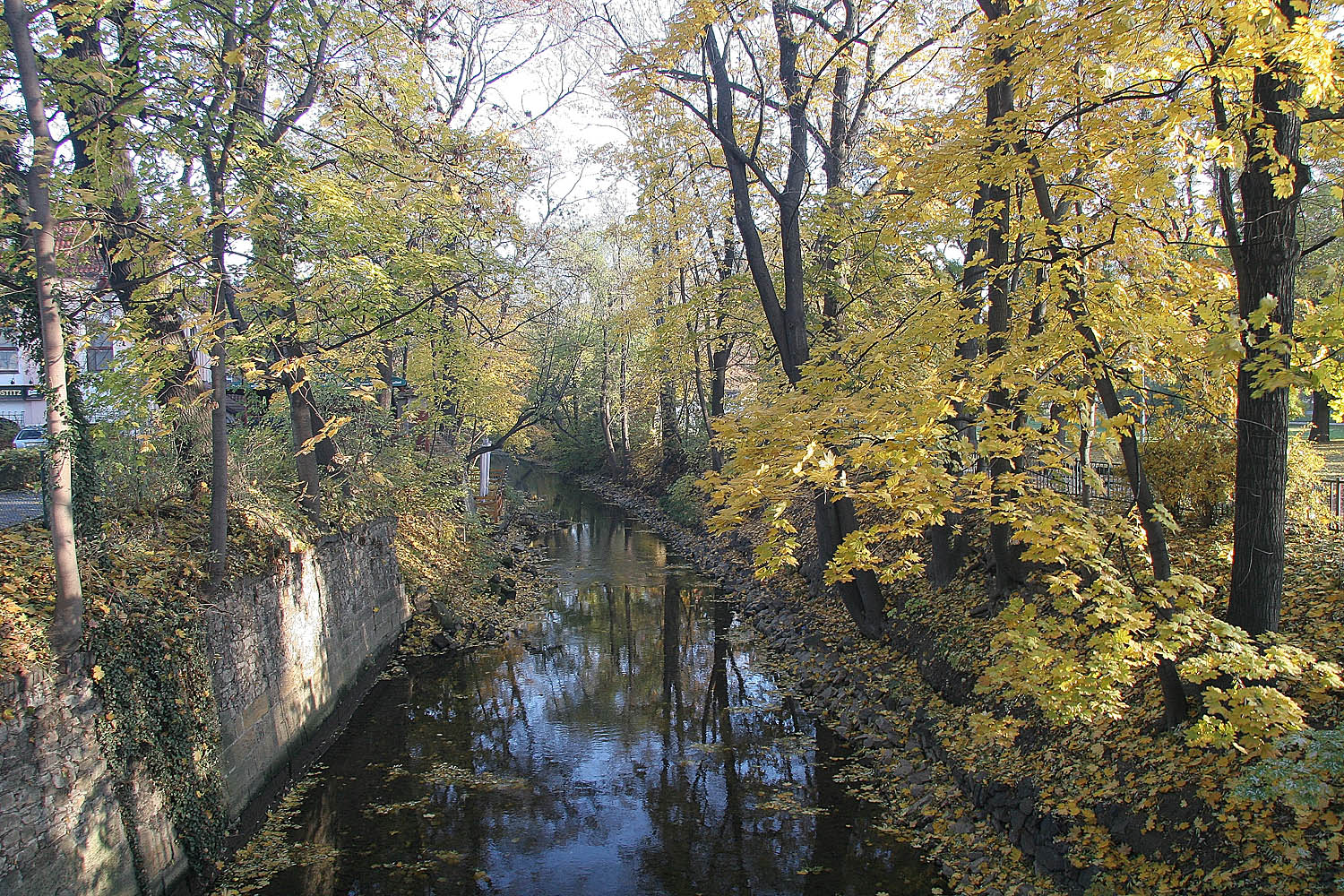
Čertovka na podzim

## Charakter území
Původ názvu celého ostrova Kampa není příliš jasný, pochází buď ze slova campus, což znamená latinsky pole, planina, popřípadě od slova zákampí – stinné místo. Jiné zdroje ale uvádí, že vzniklo podle majitele jednoho z domů, Tychona Gansgeba z Kampu. Z pramenů je patrno, že ostrov Kampa se v druhé polovině 12. století stal majetkem maltézských rytířů. Byla tu řada zahrad, postupně se zde stavěly i zdejší mlýny. Podoba ostrova, jeho břehy i výška se postupně utvářely spolu usazováním naplavenin i navážek z Malé Strany a Hradčan. Náměstí na Kampě bývalo místem konání hrnčířských trhů, v parku upraveném do současné podoby v letech 1947–1948 se konají divadelní představení, umělecké akce a další kulturní podniky. Pražský ostrov si jako místo svého bydliště vybrali osobnosti jako výtvarník Jiří Trnka, hudební skladatel Bohuslav Martinů, jazykovědec a spisovatel Josef Dobrovský, básník Vladimír Holan, malíř a ilustrátor Adolf Kašpar či kunsthistorik Zdeněk Wirth nebo herec Jan Werich.
Vlastní Pražské Benátky se nachází u nejsevernější části Čertovky mezi Karlovým mostem a ústím do Vltavy. Zadní trakty domů s průčelími do ulice U Lužického semináře připomínají svojí blízkostí k vodní hladině Benátky italské. Ve středověku tudy ještě před existencí mostu procházela cesta vedoucí od Karlova mostu ke staré osadě Rybáře. Čertovkou proti proudu, od jejího ústí do Vltavy, je vidět po pravé straně zadní část objektů Hergetovy cihleny čp. 101/III, otevřené jejím majitelem Františkem Hergetem v roce 1781. Dále pak již následují dvorky domů čp. 100/III, 99/III, 98/III a 97/III. Původní domy této části ulice U Lužického semináře vznikaly v 2. polovině 16. století v místě bývalých zahrad.
Následují zadní fasády domů čp. 95/III přestavěného v roce 1934, čp. 94/III U Tří kaprů se zadní částí přestavěnou v roce 1946, čp. 93/III U Brikců, jehož podoba zůstala dosud pozdně renesanční, vyšší a novější budova čp. 91/III Červená bota, kde bývala mýtnice přestavěná na přelomu 70. a 80. let do klasicistně novorenesanční podoby, čp. 89/III a dále 88/III U Felbrů, další je dům U Pláničků čp. 87/III, a čp. 85/III U Svatošů, U hnědého koníčka či U Tichnovských. Tento dům přiléhá k mostku vedoucímu z Kampy na plácek před ústím ulice.
Za ním pak jsou vidět domy čp. 83/III, 82/III, 77/III zvaný Kotlárovský či U modrého lva a doložený již v roce 1326, dnes barokně přestavěný a renesanční dům čp. 76/II U Tří pštrosů. Svůj název získal podle obchodu s pštrosími péry, jehož majitel Jan Fux jej získal v roce 1597. Kolem roku 1714 tady otevřel první pražskou kavárnu Armén Deodatus Damajan.
Protějšímu břehu Čertovky na této straně Čertovky dominují budovy náležející objektu čp. 515/III, tzv. Prachovně, který je prvně doložen těsně po polovině 16. století a jeho dnešní podoba je raně barokní z 2. poloviny 17. století upravená na počátku 60. let 18. století v klasicistním stylu.

## Mlýny

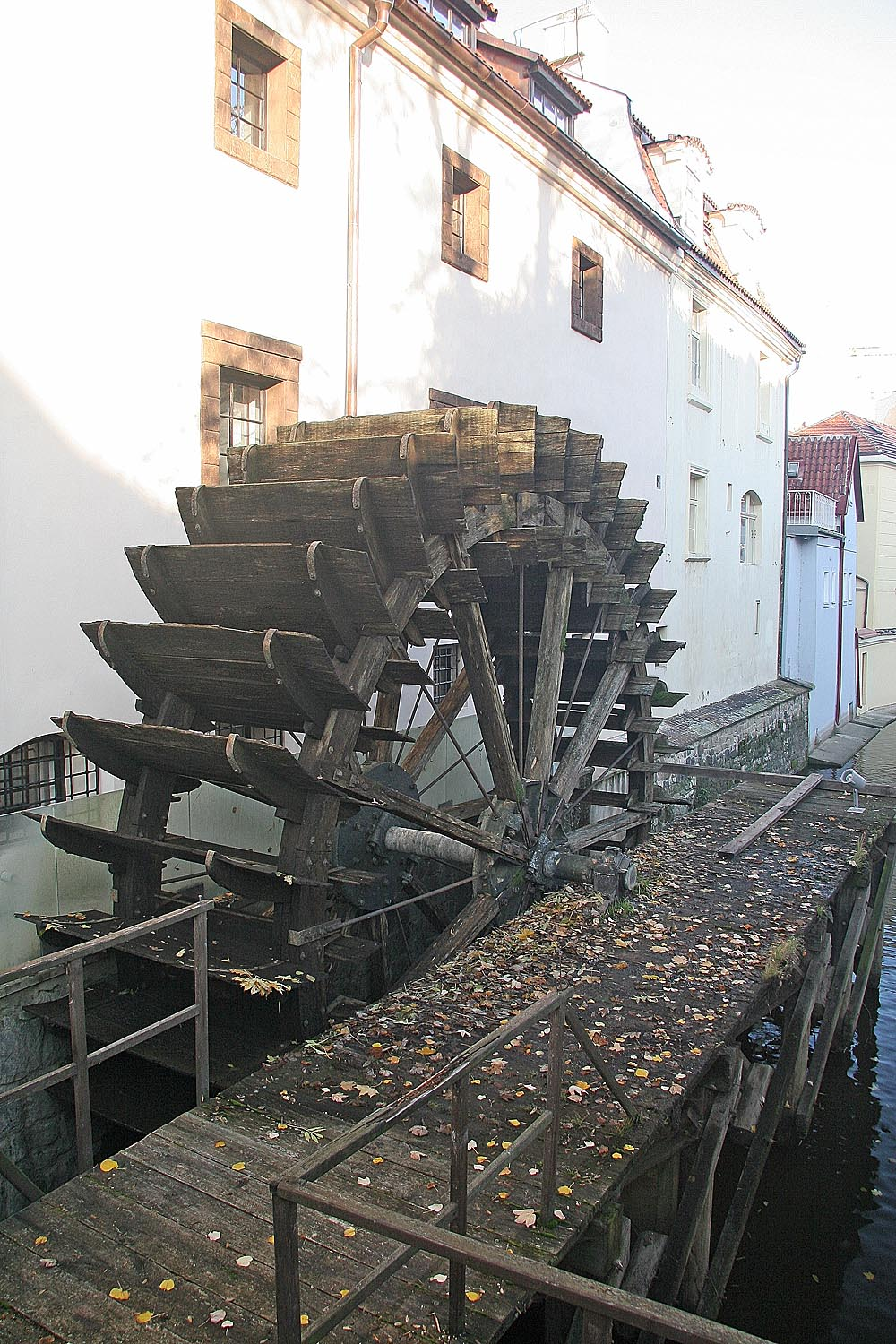
Vodní kolo Velkopřevorského mlýna

Čertovka byla nejpozději v druhé polovině 12. století regulována jako náhon pro zdejší mlýny, do dnešní doby se zachovaly zřetelné pozůstatky tří z nich. Malostranské mlýny stojí na levém břehu Čertovky a jsou to:
- Huťský mlýn (dnes č. p. 449, Všehrdova 14), původně asi raně barokní, naposledy (po požárech) přestavěn v padesátých letech 20. století. Dřevěné mlýnské kolo pochází z větší části z roku 1995.
- Zlomkovský mlýn, zvaný též Velký dům Wendlingerovský (dnes č p. 469, Nosticova 4)
- Velkopřevorský mlýn, zvaný též Štěpánovský mlýn (dnešní č. p. 489 a 608, Velkopřevorské náměstí 6 a 5a), vedle mostku směrem k Lennonově zdi, poslední zachovalý starý renesanční mlýn ze 16. století, s velkým dřevěným kolem

V blízkosti Čertovky jsou na Vltavě ještě bývalé Sovovy mlýny (dnešní Muzeum Kampa, č. p. 503 a 527 na Kampě).

## Natáčení filmů
Na Čertovce a v jejím okolí se točila řada filmů, mj. Chobotnice z II. patra, Amadeus, Konec agenta W4C prostřednictvím psa pana Foustky, Policejní hodina či Mission Impossible.

## Galerie

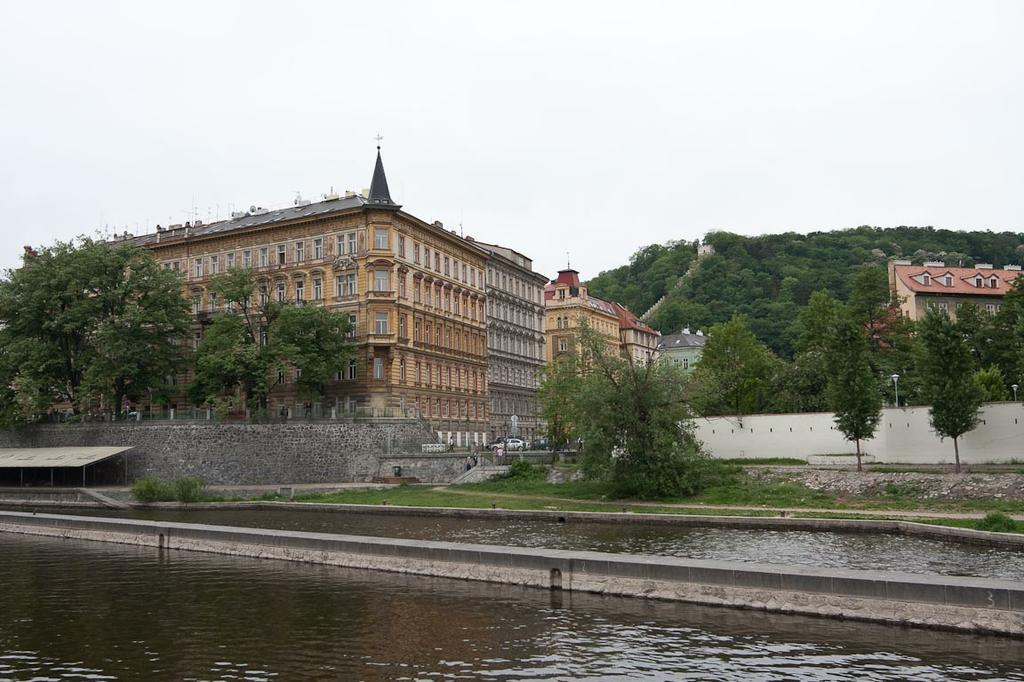
Místo původního vtoku. Dnes přivádí vodu štola pod nábřežní zdí.
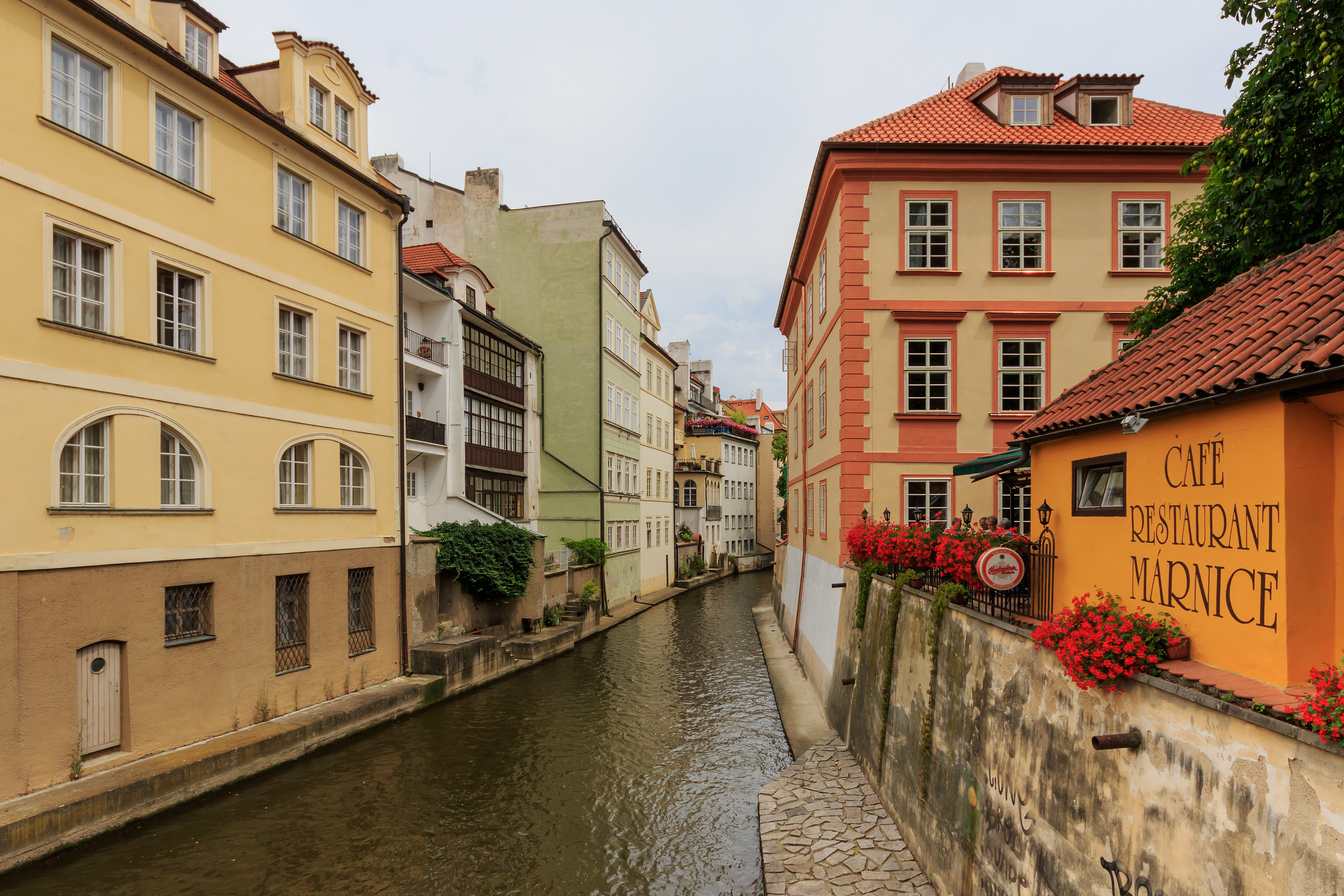
Pražské Benátky
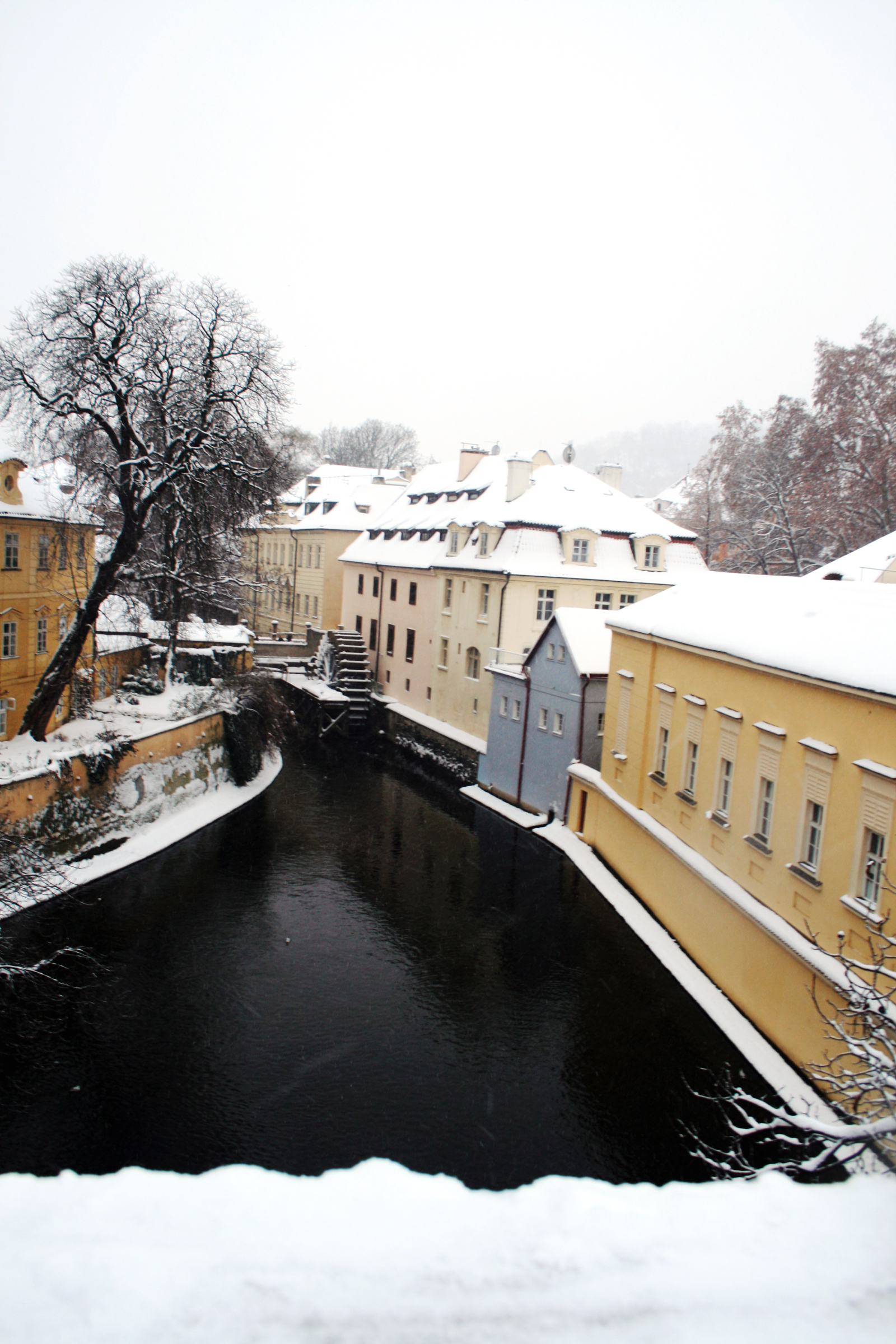
Čertovka v zimě
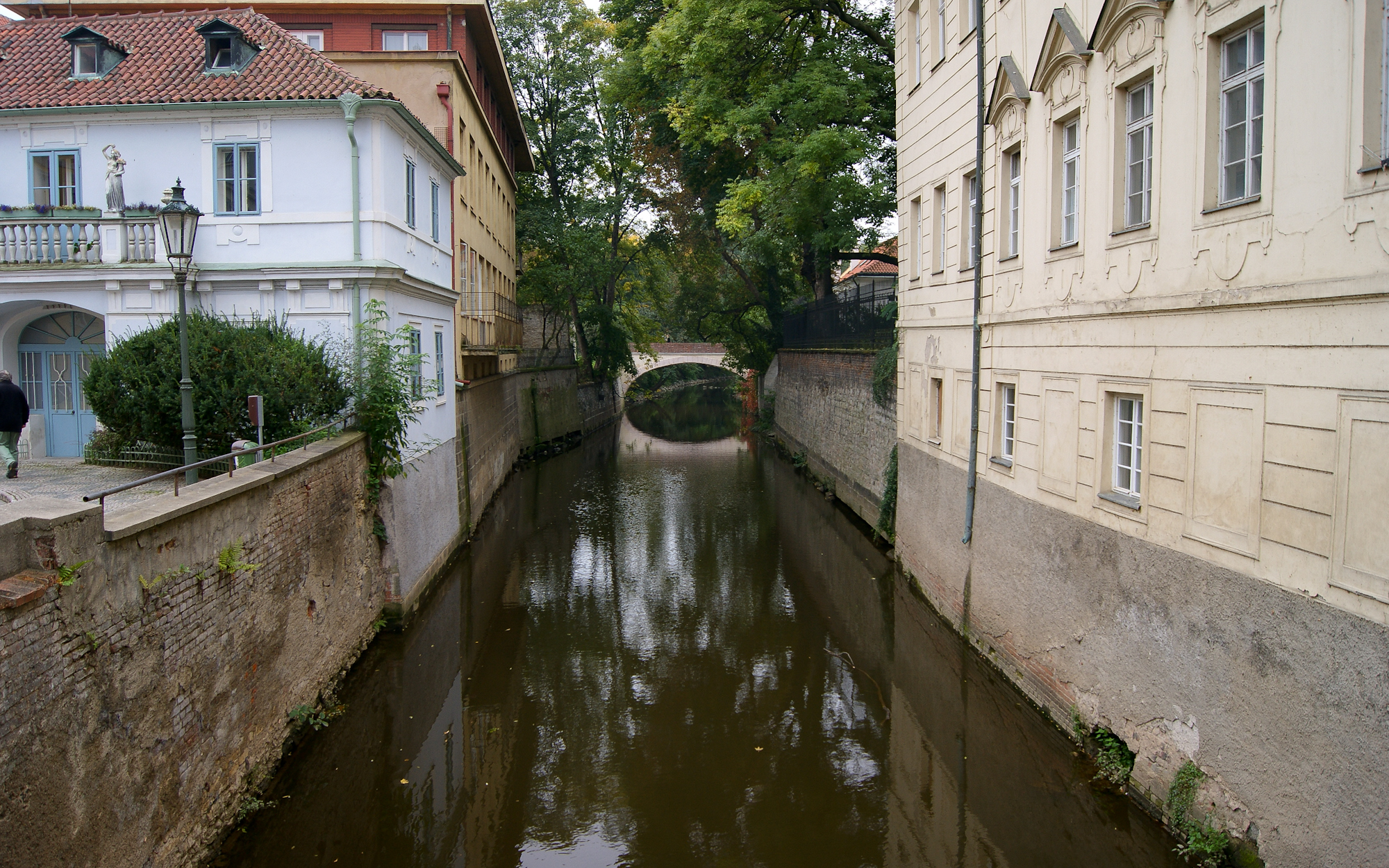
Od Velkopřevorského mlýna
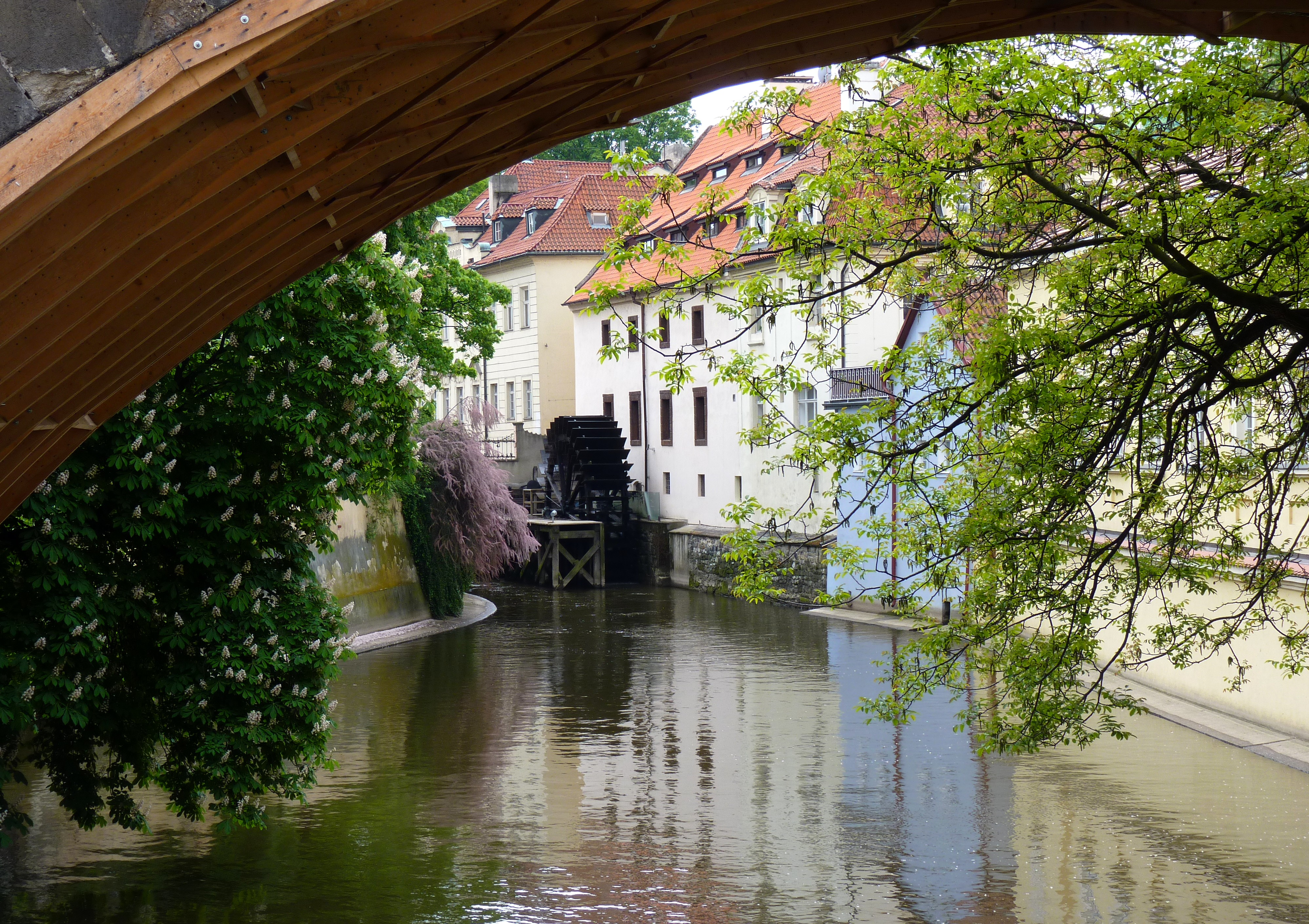
Od Karlova mostu
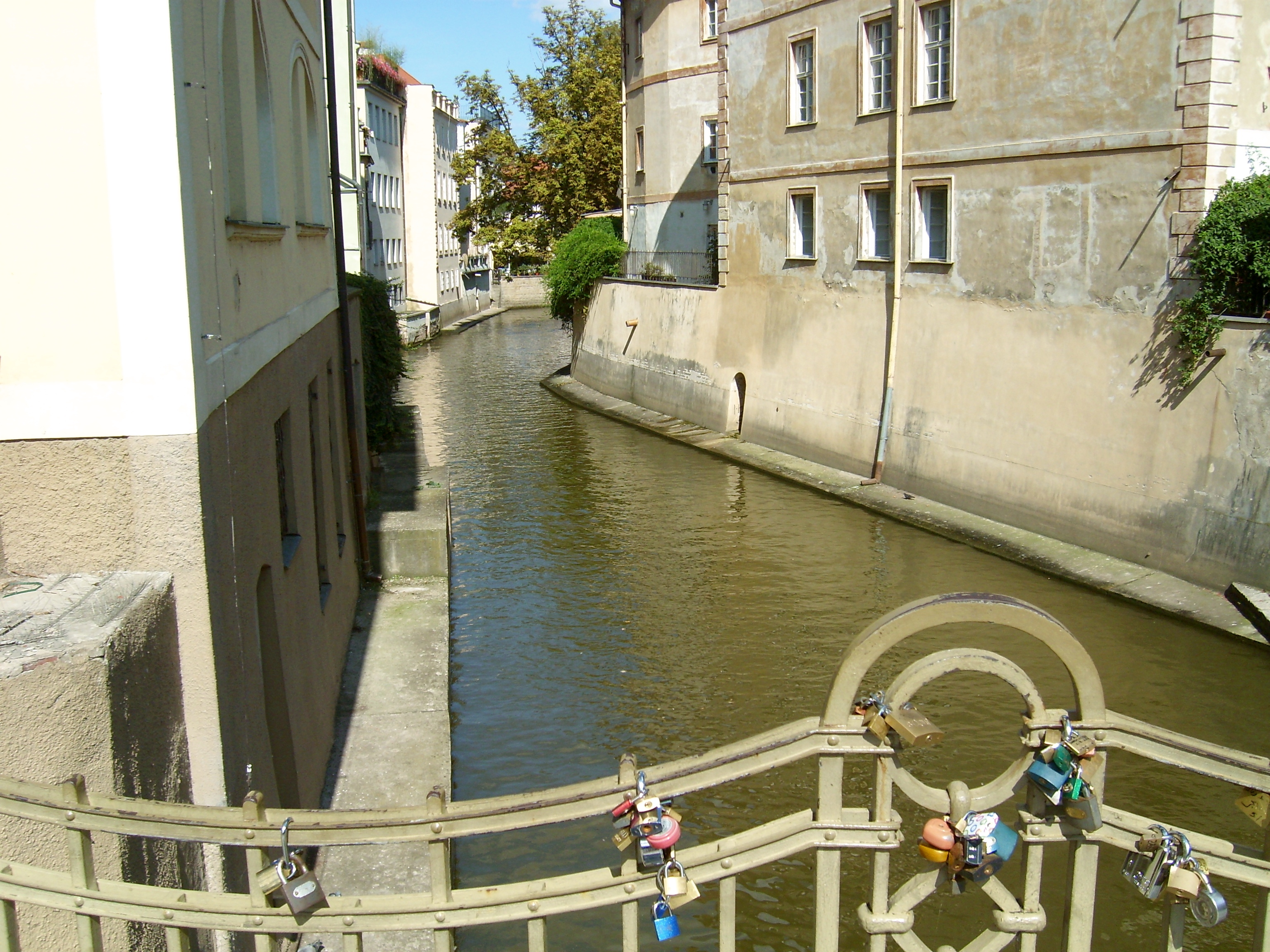
Můstek se zámky zamilovaných